# Geneviève Picot
Geneviève Picot (* 1956 in Hobart, Tasmanien) ist eine australische Schauspielerin.

## Karriere
Geneviève Picot begann ihre Karriere mit der Rolle als Caroline Sullivan in der Seifenoper Die Sullivans. Neben weiteren Rollen in der Miniserie Wildes weites Land und in der Sitcom Acropolis Now war sie im Spielfilm Proof – Der Beweis als Celia neben Russell Crowe zu sehen. Eine weitere Hauptrolle hatte sie in der Ärzteserie Adrenalin – Notärzte im Einsatz inne. Von 2003 bis 2004 spielte sie die Rolle der Alexa Vyner in diversen Episoden der Jugendserie Total Genial, gefolgt von weiteren Film- und Fernsehproduktionen wie Das Buch der Offenbarung, Alles wird gut und McLeods Töchter.

## Filmografie (Auswahl)
- 1976–1983: Die Sullivans (The Sullivans, Seifenoper)
- 1980: Wildes weites Land (The Timeless Land, Miniserie)
- 1991: Proof – Der Beweis (Proof)
- 1992: Acropolis Now (Fernsehserie)
- 1996–1998: Adrenalin – Notärzte im Einsatz (Medivac, Fernsehserie)
- 2003–2004: Total Genial (Wicked Science, Fernsehserie)
- 2006: Das Buch der Offenbarung (The Book of Revelation)
- 2007: Alles wird gut
- 2007: McLeods Töchter (McLeod’s Daughters, Fernsehserie)
- 2015: Force of Destiny
- 2015: The Dressmaker
- 2016: Ali’s Wedding